# St. Martinus (Donzdorf)

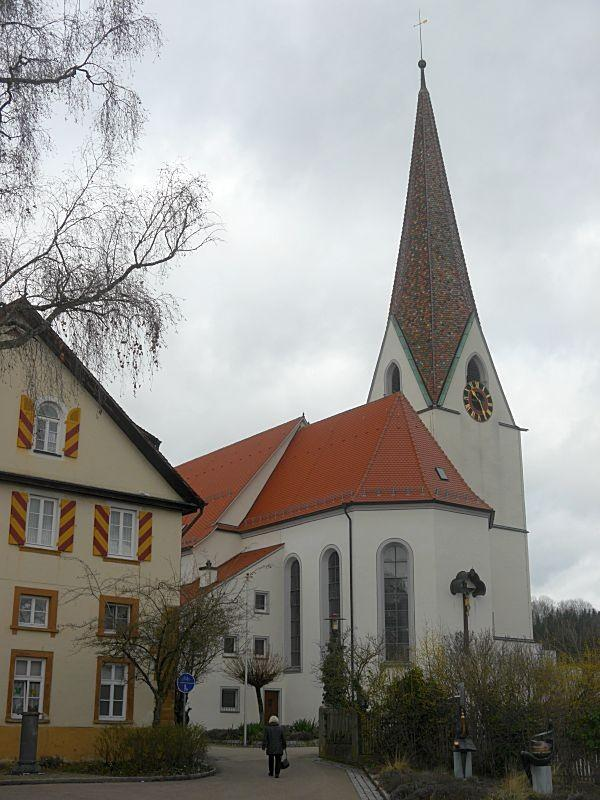
St. Martinus in Donzdorf

Die römisch-katholische Pfarrkirche St. Martinus steht in Donzdorf, einer Stadt im Landkreis Göppingen in Baden-Württemberg. Das Bauwerk ist beim Landesamt für Denkmalpflege Baden-Württemberg als Baudenkmal unter der Nr. 079. 004 eingetragen. Die Kirchengemeinde gehört zum Dekanat Göppingen-Geislingen der Diözese Rottenburg-Stuttgart.

## Beschreibung

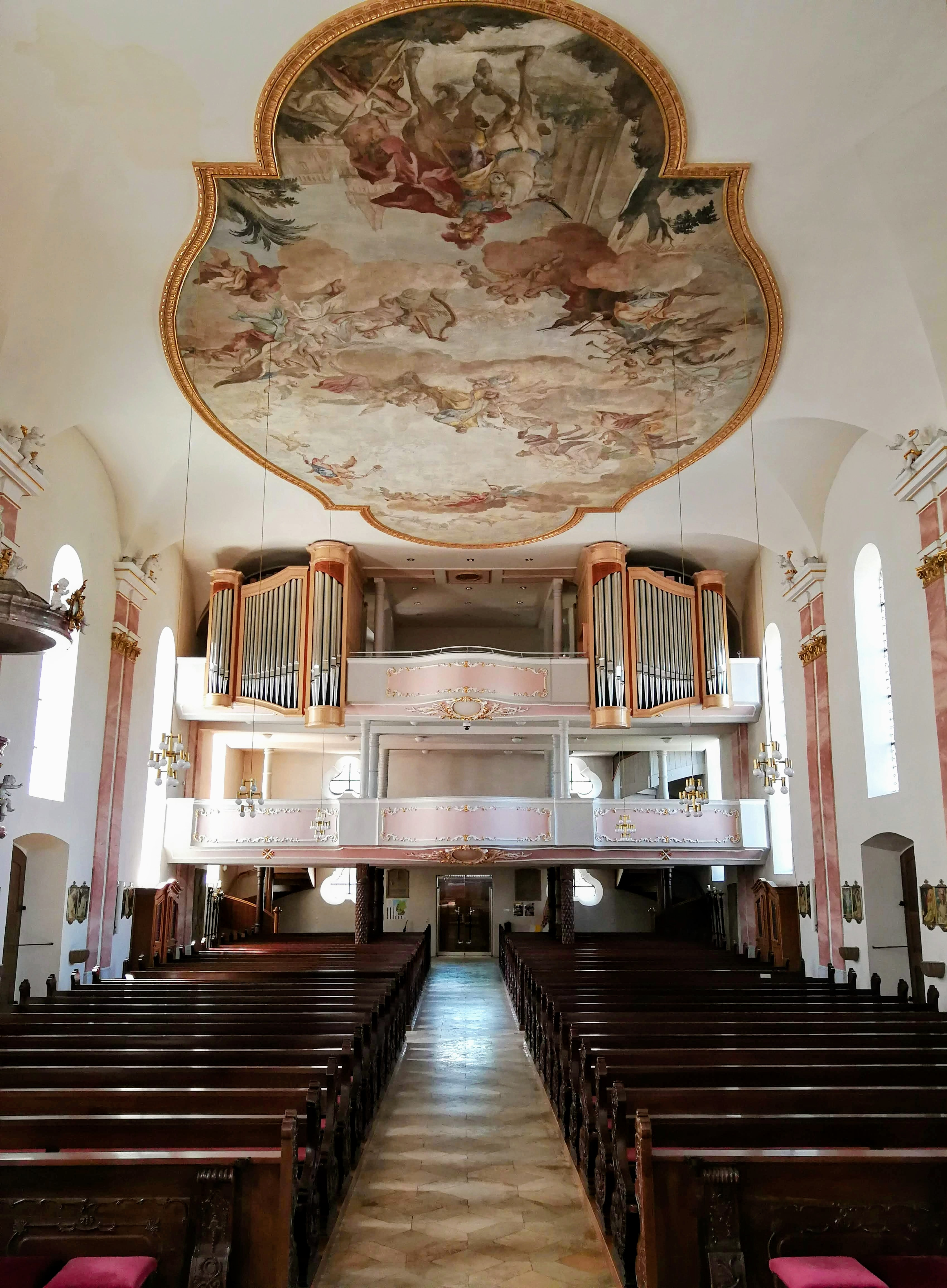
Blick zur Orgel

Die im Kern spätgotische Saalkirche aus dem 15. Jahrhundert wurde 1777/78 nach einem Entwurf von Judas Thaddäus Rief umgebaut. Sie besteht aus einem Langhaus mit seitlich angebauten Kapellen, einem eingezogenen, dreiseitig geschlossenen Chor im Osten und einem Chorflankenturm an der Nordwand des Chors. Im Innenraum des Langhauses wurde ein Fresko von Joseph Wannenmacher gestaltet, auf denen der heilige Martin dargestellt ist. Im Chor ist auf dem Fresko die Marienkrönung zu sehen. Der neobarocke Altar und die Kanzel wurden 1852–62 von Anselm Sickinger gebaut. Das Altarretabel wurde von Augustin Palme gemalt. Durch Zusammenlegung von Grabmälern entstand eine Grablege für die Herren von Rechberg. Zum Kirchenschatz gehört ein Ziborium, das mit Medaillen verziert ist.
Die Orgel mit 31 Registern auf zwei Manualen und Pedal wurde 2001 von der elsässischen Firma Daniel Kern Manufacture d’Orgues als eines ihrer letzten Werke gebaut. Klanglich ist sie an Instrumente des 18./beginnenden 19. Jahrhunderts der französischen Orgelbauerfamilie Callinet angelehnt.